# Ticoglossum
Ticoglossum là một chi phong lan trong họ Orchidaceae.